# Artur Nowotriasow
Artur Mykołajowycz Nowotriasow, ukr. Артур Миколайович Новотрясов (ur. 19 lipca 1992 w Eupatorii) – ukraiński piłkarz, grający na pozycji obrońcy.

## Kariera piłkarska

### Kariera klubowa
Wychowanek Szkoły Sportowej w Symferopolu, barwy której bronił w juniorskich mistrzostwach Ukrainy (DJuFL). Wiosną 2010 rozpoczął karierę piłkarską w klubie Krymtepłycia Mołodiżne. W październiku 2012 został zaproszony do Tawrii Symferopol. Nie zagrał żadnego meczu, dlatego w marcu 2013 został wypożyczony do Bukowyny Czerniowce. 12 stycznia 2014 podpisał 4-letni kontrakt z Karpatami Lwów. 1 listopada 2016 kontrakt ze lwowskim klubem został anulowany. 21 stycznia 2017 zasilił skład Illicziwca Mariupol. 28 lipca 2017 podpisał kontrakt z Czornomorcem Odessa. 5 września 2017 kontrakt za obopólną zgodą został anulowany. Potem bronił barw Inhulca Petrowe. 10 lutego 2019 przeniósł się do krymskiego klubu Krymtepłycia Mołodiżne.

### Kariera reprezentacyjna
Występował w juniorskiej reprezentacji Ukrainy.